# 諾斯鎮區 (密蘇里州戴德縣)
诺斯鎮區（英語：North Township）是位於美國密蘇里州戴德縣的一個行政鎮區。

## 地方資料
诺斯鎮區的面積為86.21平方千米，當中陸地面積為84.74平方千米，而水域面積為1.47平方千米。根據2020年美國人口普查的數據，當地共有人口287人，而人口密度為每平方千米3.33人。